# Stadion Doha
Stadion Doha (hebr.: אצטדיון דוחא, ar.: ستاد الدوحة), stadion na którym swoje mecze rozgrywa drużyna Bene Sachnin.
Położony w małym galilejskim mieście Sachnin. Stadion został zbudowany ze środków rządu Izraela i Katarskiego Komitetu Olimpijskiego. 
Izraelskie zasady dotyczące pojemności stadionu na którym rozgrywane są spotkanie pierwszoligowe mówią, że obiekt musi posiadać minimalnie 6000 miejsc, dlatego zarząd klubu Bene Sachnin planuje jego rozbudowę do 15 000 miejsc.